# Ситенко, Валентин Михайлович
Валентин Михайлович Ситенко (1911—1996) — советский учёный-медик, хирург, организатор здравоохранения и медицинской науки, доктор медицинских наук (1954), профессор (1956), полковник медицинской службы (1948). Почётный председатель Пироговского общества. Лауреат Государственной премии СССР (1987).

## Биография
Родился 22 апреля(по другим данным 2 апреля) 1911 года в городе Харькове в семье известного украинского хирурга Михаила Ивановича Ситенко.
С 1928 по 1933 годы проходил обучение в Харьковском медицинском институте. С 1933 по 1938 годы обучался в аспирантуре по кафедре факультетской хирургии Харьковского медицинского института, ученик академика В. Н. Шамова.
С 1938 года начал свою научно-педагогическую деятельность в Военно-медицинской академии имени С. М. Кирова: с 1938 по 1940 годы — преподаватель кафедры общей и кафедры военно-полевой хирургии, с 1940 по 1958 годы — преподаватель, старший преподаватель, доцент, профессор и заместитель начальника кафедры факультетской хирургии. С 1958 по 1977 годы — начальник кафедры факультетской хирургии Военно-медицинской академии имени С. М. Кирова, с 1977 по 1996 годы —профессор этой кафедры.
С 1939 по 1940 годы был участником Советско-финляндской войны в качестве хирурга полевого военного подвижного госпиталя, за участие в войне Указом Президиума Верховного Совета СССР был награждён орденом Красной Звезды. С 1941 по 1945 годы в период Великой Отечественной войны от ВМА направлялся на фронт для лечения тяжелораненых в качестве оперирующего консультанта. С 1951 по 1952 годы в составе оперативной группы ВМА участвовал в Корейской войне, в качестве хирурга оказывал помощь тяжелораненым воинам КНДР, одновременно проводя исследования в области военно-полевой хирургии, в 1952 году Указом Президиума Верховного Совета СССР был награждён орденом Красного Знамени.
В 1940 году В. М. Ситенко защитил диссертацию на соискание учёной степени кандидата медицинских наук по теме «Гомопластические пересадки яичка», а в 1953 году — диссертацию на соискание учёной степени доктора медицинских наук по теме «Клиника и лечение облитерирующего эндарте-риита». В 1956 году В. М. Ситенко было присвоено учёное звание профессора.
Основная педагогическая и научно-методическая деятельность В. М. Ситенко была связана с вопросами в области хирургического лечения язвенной болезни желудка и двенадцатиперстной кишки, желчнокаменной болезни и постхолецистэктомического синдрома, облитерирующих заболеваний артерий с использованием аллотрансплантатов, пострезекционного синдрома и синдрома портальной гипертензии. Являлся почётным председателем Пироговского общества и членом Международного общества хирургов. В. М. Ситенко был автором более 120 научных трудов, под его руководством и при непосредственном участии были выполнены 12 кандидатских и докторских диссертаций. Среди его учеников имеются такие заслуженные профессора, как А. И. Нечай, А. А. Курыгин и Л. В. Лебедев.
В 1987 году Постановлением ЦК КПСС и Совета Министров СССР «за разработку и внедрение в клиническую практику новых методов хирургического лечения язвенной болезни» Анатолий Иванович Нечай был удостоен Государственной премии СССР в области науки и техники.
Скончался 21 декабря 1996 года в Санкт-Петербурге, похоронен на Богословском кладбище.

## Награды и премии
- Орден Красного Знамени (1952)
- Орден Отечественной войны II степени (21.02.1987[6])
- Орден Красной Звезды (1940)
- Медаль «За победу над Германией в Великой Отечественной войне 1941—1945 гг.»

### Премия
- Государственной премии СССР в области науки и техники (1987[5])